# Introligatorstwo przemysłowe

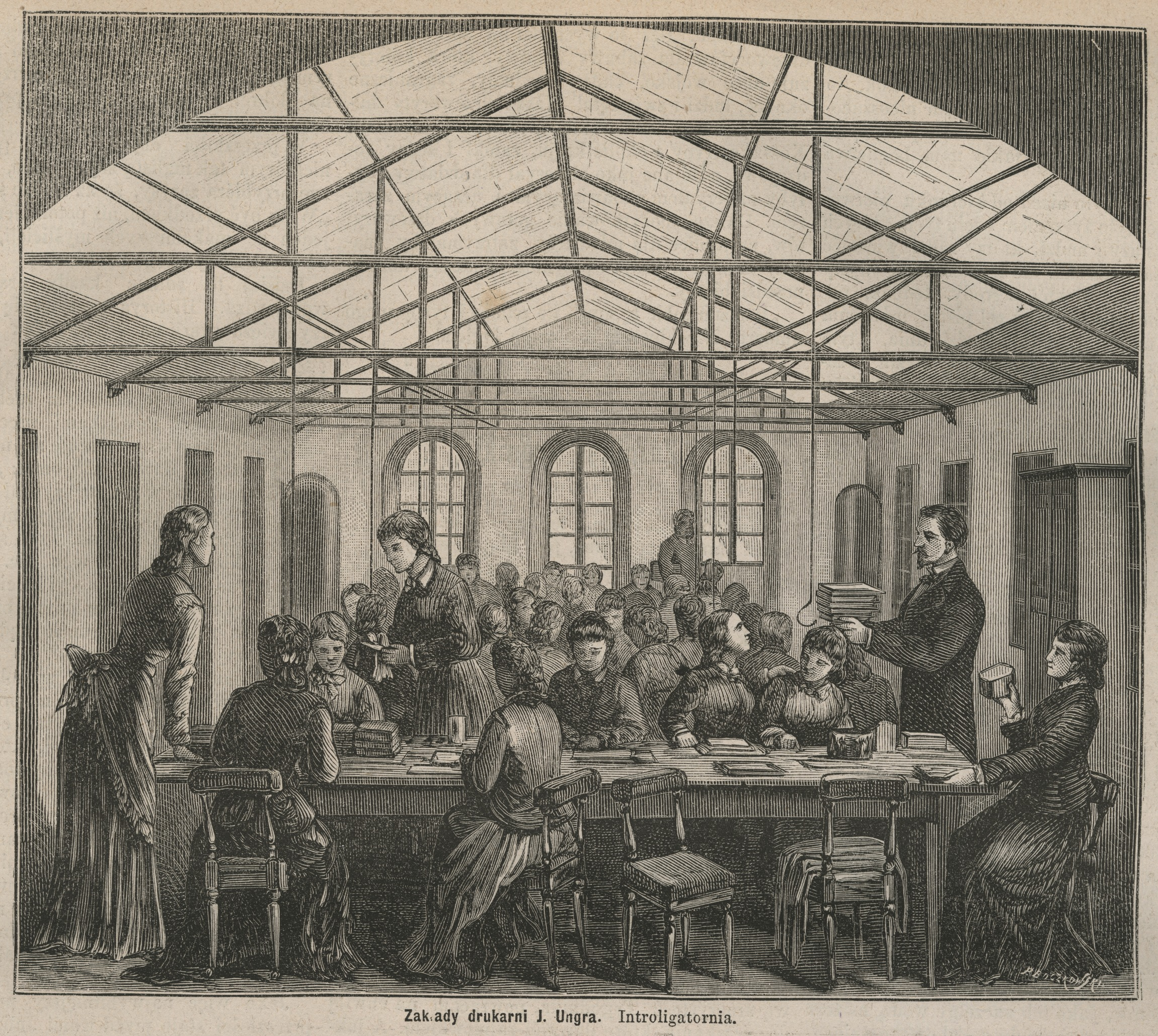
XIX-wieczna introligatornia

Introligatorstwo przemysłowe (poligraficzne) – odmiana introligatorstwa lub dział poligrafii zajmujący się procesami wykończeniowymi druków, czyli wykonywaniem opraw czy obróbką końcową innych materiałów poligraficznych (akcydensy, opakowania itp.). Introligatorstwo przemysłowe rozwinęło się ok. XIX w. , wypierając dotychczasowe rzemiosło introligatorskie i spychając je do roli artystycznej. Był to skutek uprzemysłowienia ówczesnej sztuki drukarskiej i przyspieszenia procesów powstawania papieru, druku i jego przygotowania oraz późniejszego oprawiania i przystosowania zadrukowanych bądź czystych materiałów do użytku. 
Obecnie introligatorstwo przemysłowe cechuje się przede wszystkim ograniczeniem udziału introligatora do ustawienia parametrów procesu na maszynie, który wykonuje się automatycznie, kontroli jakości oraz dostarczaniu materiałów do maszyny jak i odbieraniu z niej gotowych produktów.

## Rewolucja w sztuce drukarskiej a introligatorstwo
Do XVIII wieku w poligrafii stosowano wiele rozwiązań produkcyjnych stworzonych jeszcze za czasów Johanessa Gutenberga. Początek XIX wieku zaowocował wieloma udogodnieniami związanymi z przygotowaniem materiałów do procesu druku oraz z samym drukiem, które wymusiły przyspieszenie dalszych etapów w procesie produkcji poligraficznej.

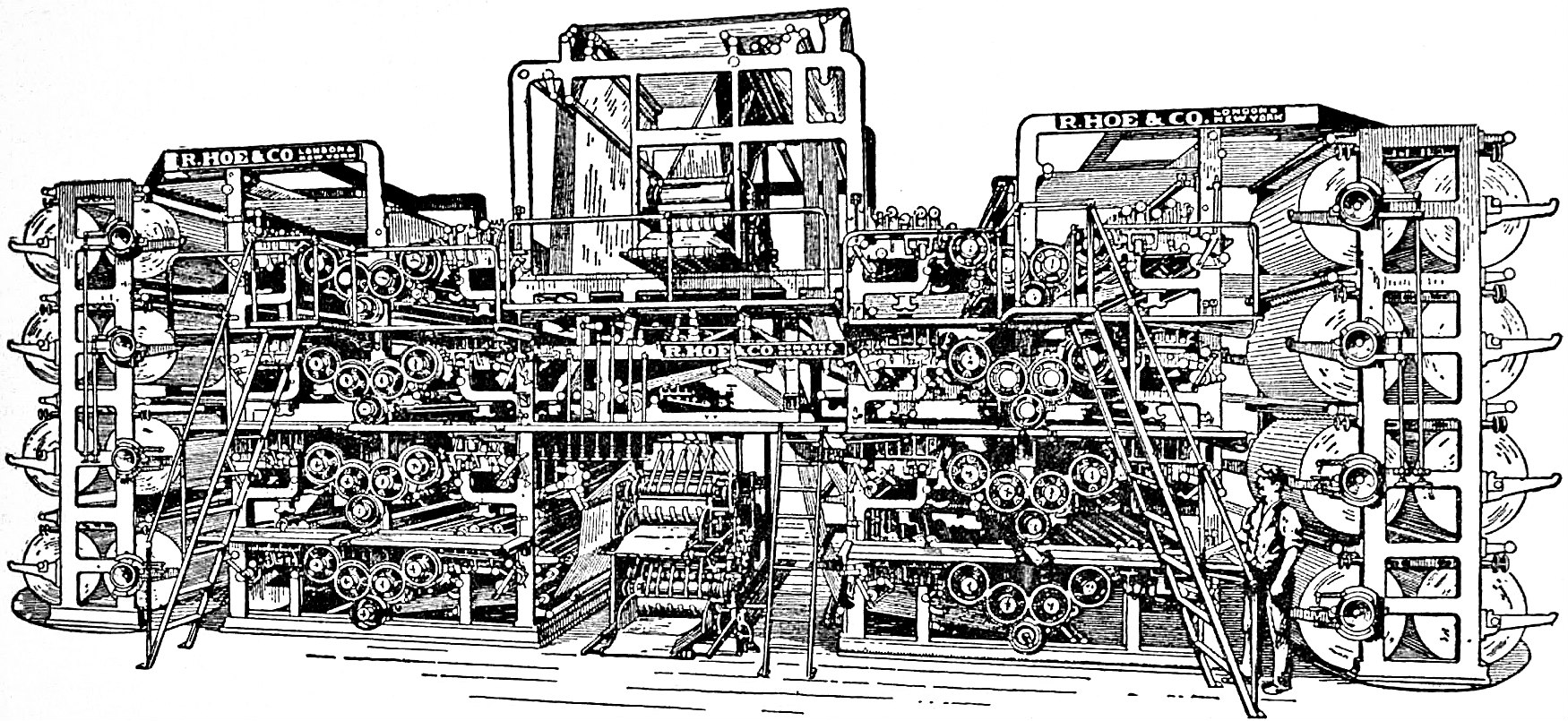
Maszyna rotacyjna Richarda M. Hoe z 1846 roku.

Pierwszym wynalazkiem było tzw. ruchome sito, zastosowane w pracowni Didotów przez Mikołaja L. Roberta w 1799 roku, dzięki któremu można było uzyskać wstęgę papieru (papier ciągniony), wykorzystywaną potem w drukujących maszynach rotacyjnych.
Kolejnym etapem rozwoju było zlikwidowanie ręcznego przygotowywania składu tekstu. Najpierw było to możliwe dzięki stereotypii, czyli odlewaniu gotowego składu na płytach z innego materiału, najczęściej kartonu (Klaudiusz Genoux, 1829 r.). Drugim istotnym narzędziem był linotyp stworzony w 1886 roku przez Ottmara Mergenthalera, który działał na zasadzie mechanizmu maszyny do pisania i umożliwiał tworzenie gotowych wierszy ze złożonymi czcionkami. Czterokrotne przyspieszenie przygotowania druku poskutkowało stworzeniem kolejnych konstrukcji przeznaczonych do dalszej produkcji.
Rok 1811 to początek wynalazków związanych ze znacznym usprawnieniem etapu drukowania. Były to: maszyna pospieszna autorstwa Fryderyka Koeniga, maszyna rotacyjna Richarda M. Hoe z 1846 roku oraz stosowana do dzisiaj maszyna offsetowa z 1903 roku.
Poszerzenie możliwości technologicznych maszyn w procesie druku wymusiło zmodyfikowanie procesów wykonywanych w późniejszych etapach prac związanych z czynnościami wykończeniowymi.

## Uprzemysłowienie procesów introligatorskich

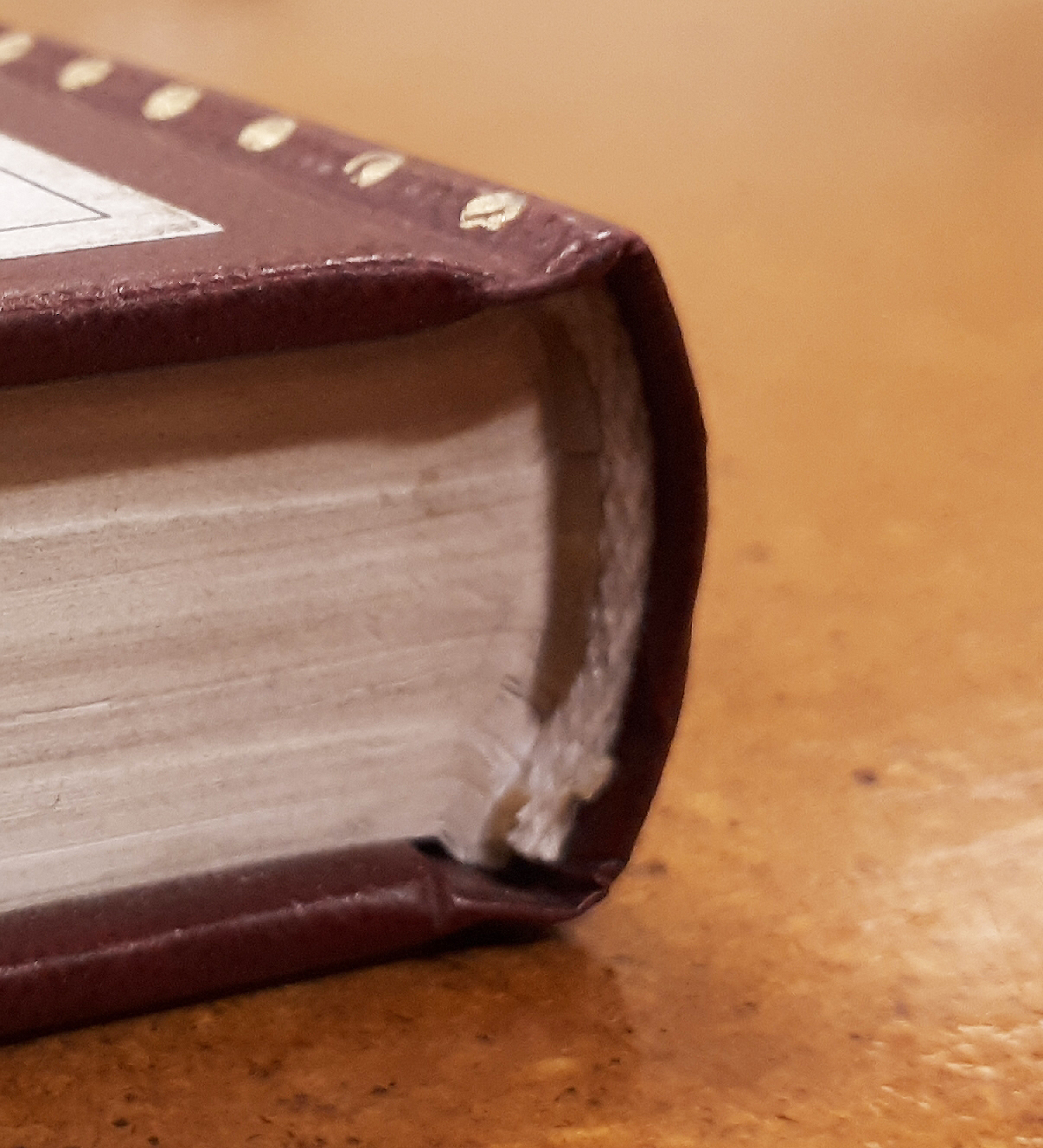
Grzbiet zaokrąglony oporkowy

### Oprawa a la Bradel
Punktem wyjścia dla uprzemysłowienia technik introligatorskich była nowatorska konstrukcja oprawy, autorstwa Alexisa Pierre’a Bradela z końca XVIII wieku. To rozwiązanie polegało na przygotowaniu okładki niezależnie od bloku książki, z którym łączona była na samym końcu. Początkowo Bradel wykonywał okładkę z jednego fragmentu materiału i łamał pośrodku. W XIX wieku technika ta została zmodyfikowana i zaczęto stosować dwie odrębne tekturki jako okładzinówki oraz pasek kartonu jako grzbietówkę, co pozwalało uzyskać oporkowy grzbiet w finalnym wyglądzie książki. Okładkę doklejano do bloku książki za pomocą wyklejek mocowanych do wewnętrznych stron okładki, z czasem ten sposób oprawy uzyskał nazwę oprawy wklejanej. Odrębny proces produkcji okładek pozwolił zwiększyć produkcję książek na skalę przemysłową.

### Warsztat introligatorski
Do połowy XIX wieku większość warsztatów była wyposażona w wiele urządzeń i narzędzi (czasami o prymitywnej budowie) stosowanych jeszcze w XVI wieku. W pracowni można było znaleźć przede wszystkim szywnicę oraz prasę wraz z prostymi narzędziami jak heble, młotki czy nożyce. Rozwój przemysłowy zaowocował szeregiem urządzeń usprawniających czynności wykonywane przez introligatora:

#### Prasa do złocenia na gorąco, „goldprasa”
Maszyna do tłoczenia na gorąco powstała w latach 50. XIX wieku. Górna płyta grzejąca pozostawała nieruchoma, możliwe było poruszanie dolnym stołem, na którym umieszczano materiał przeznaczony do tłoczenia. Wyróżniano dwa typy: mniejsze „podkówki” oraz bardziej przemysłowe prasy kolumienkowe.

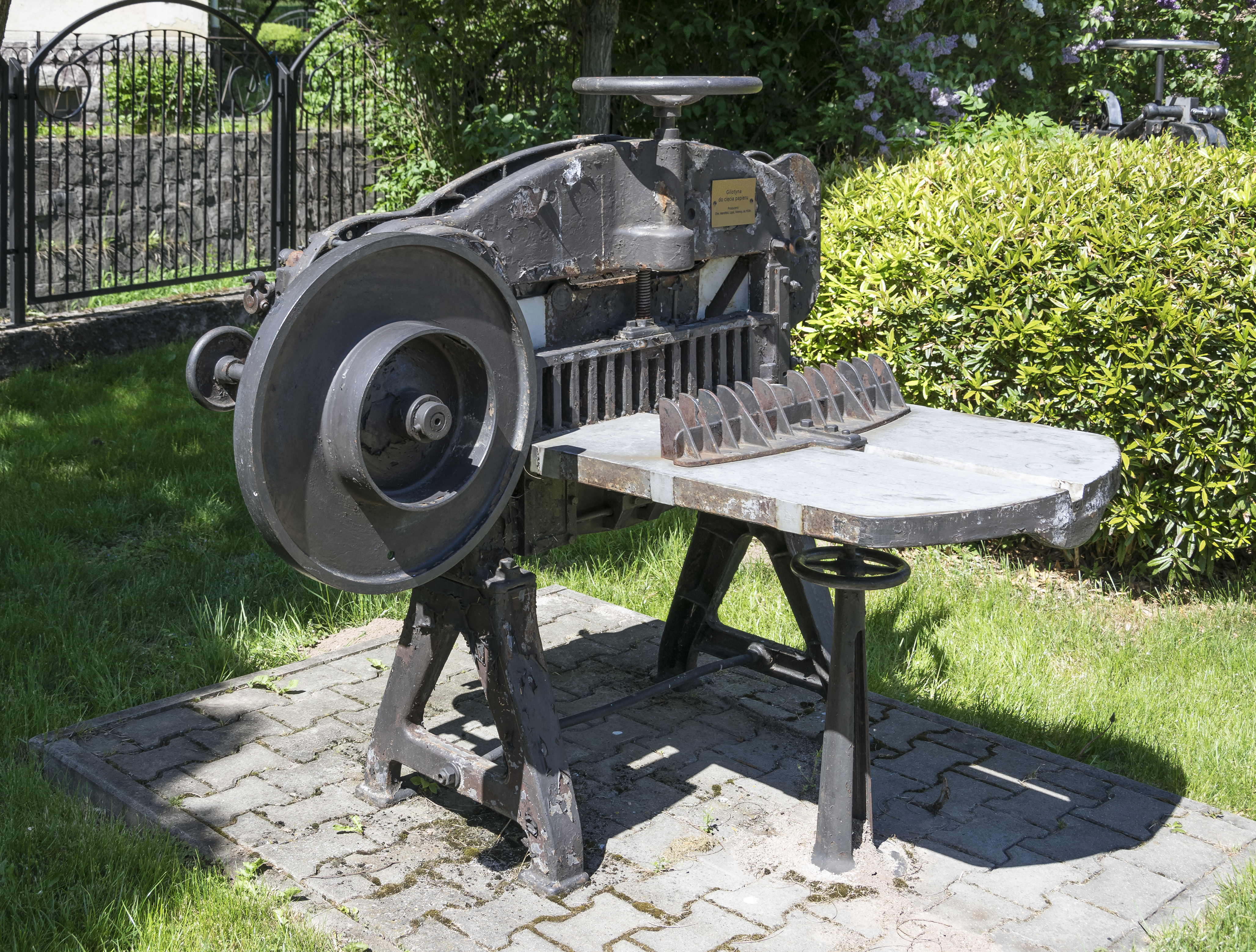
Zabytkowa gilotyna z kołem zamachowym

#### Gilotyna
Służyła do obcinania stosów papieru oraz bloków książek, wyposażona była w docisk oraz nóż opadający ruchem skośnym. Stołowe krajarki, tzw. „heblówki” posiadały dźwignie ręczną, większe obsługiwano za pomocą koła zamachowego, a największe – o szerokości noża do 140 cm posiadały napęd mechaniczny.

#### Trójnóż
Skonstruowana w 1877 roku odmiana gilotyny umożliwiająca obcięcie 3 brzegów książki na raz, przeznaczona głównie do większych warsztatów. Dla mniejszych powstały  tzw. nożyce introligatorskie, przypominające wyglądem tradycyjne gilotyny.

##### Maszyna do szycia drutem
Wynalazek z lat 70. XIX wieku występował w trzech odmianach: jednogłówkowa (blokówka) zszywała na wskroś, a jej cieńsza odmiana – zeszytowo, wielogłówkowa zszywarka łączyła składki z taśmą biegnącą w poprzek grzbietu, jednak w latach 90. XIX wieku została wyparta przez tzw. niciarki, które łączyły składki nićmi.

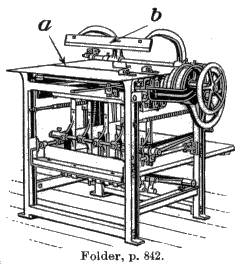
Falcerka

#### Falcerka
Urządzenie to służyło do mechanicznego łamania arkusza na zasadzie uderzenia metalowej listwy (falcerka nożowa), w 1900 roku ulepszono patent do postaci falcerki kieszeniowej.

#### Urządzenia do kompleksowego oprawiania książek
Nożyce tarczowe ułatwiały cięcie tektury na wymagany format, klejarka do sporządzania okładek nakładała klej walcowo na użytki a maszyna do zawieszania bloków umożliwiała ich końcowe wklejanie w gotowe okładki.

#### Linia potokowa
Zautomatyzowana XX-wieczna taśma do łączenia składek w blok książki do oprawy twardej, wyposażona w zmechanizowane zasobniki podające arkusze.

#### Linie do oprawy broszurowej
Pierwsze linie łączyły składki za pomocą samego kleju bez użycia nici czy drutu, dla trwałości i dokładności pokrycia kleju w grzbiecie robiono poprzeczne nacięcia. W okresie międzywojennym wyewoluowały tzw. linie zbierająco-szyjące łączące składki jedna w drugą i zszywające je zeszytowo.
Dla usprawnienia pracy introligatora, obok nowatorskich urządzeń powstały również mniejsze narzędzia pomocnicze jak bigówko-perforówki, wyżymaczki, oczkarki czy sztance do wykrawania niestandardowych kształtów.
Zmechanizowanie wielu procesów w warsztacie introligatorskim wymusiło przeorganizowanie pracy specjalistów i podzielenie obróbki na etapy. Dotychczas introligator wykonywał wszystkie czynności po kolei, od początku do końca. Uproszczenie pewnych operacji pozwoliło na zatrudnianiu mniej wykwalifikowanych pracowników do prostszych zadań, do tych bardziej skomplikowanych byli delegowani doświadczeni mistrzowie. W ten sposób obróbka introligatorska powoli zaczęła przeobrażać się z czasochłonnego rzemiosła w produkcję przemysłową.

## Introligatorstwo przemysłowe w Polsce
Dotychczas zagadnienia introligatorstwa przemysłowego określała norma branżowa PN-P-55500:1982 Introligatorstwo przemysłowe -- Terminologia. Określała szczegółowo terminy związane z elementami pracy (oprawa introligatorska, stronica, marginesy, itp.), wyjaśniała czynności wykonywane przez introligatora (równanie stosu, przekrawanie, lakierowanie, itp.), a także precyzowała nazwy półproduktów uzyskiwanych podczas obróbki oraz nazwy używanych surowców (klej, nici introligatorskie, itp.). Norma została wycofana w 2006 roku, gdyż pewne zagadnienia w niej zawarte uległy dezaktualizacji (np. czcionka introligatorska, która jest obecnie używana w artystycznym rzemiośle introligatorskim do zdobienia pamiątkowych akcydensów itp.), jednak wiele z nich nadal jest obecnych w pracy introligatora przemysłowego.

### Kształcenie w zakresie introligatorstwa przemysłowego
Obecnie w Polsce można uzyskać następujące kwalifikacje zawodowe z zakresu introligatorstwa, określone w rozporządzeniu Ministra Edukacji Narodowej z dnia 15 lutego 2019 r, nie są one jednak niezbędne do wykonywania tego zawodu:
| Oznaczenie i nazwa kwalifikacji                                | Nazwa zawodu                        |
| -------------------------------------------------------------- | ----------------------------------- |
| PGF.03. Realizacja procesów introligatorskich i opakowaniowych | Operator procesów introligatorskich |
| PGF.03. Realizacja procesów introligatorskich i opakowaniowych | Technik procesów introligatorskich  |
| PGF.06. Planowanie i kontrola produkcji poligraficznej         | Technik procesów introligatorskich  |